# Frederick Scheer
Friedrich (Frederick) Scheer (1792 - 1868 ) fue un botánico alemán, que estuvo realizando investigaciones botánicas en Kew Gardens, y que fue un apasionadísimo amante de los cactos, poseyendo una inmensa cantidad de especímenes de herbario
De padre pastor protestante, pasó sus primeros años en Rusia, y de joven se traslada a Kew, Inglaterra. Al dejar Kew, se pierden la mayoría de sus especímenes.

## Algunas publicaciones
- 1841. The Letters of Diogenes, to Sir Robert Peel, Bart. Ridgway and Richardson, Londres

- 1845. A Brief Description of a New Species of Mamillaria, in the Royal Botanic Gardens of Kew. In: The London J. of Botany 4: 136–137

- 1852–1857. Cactaceae. En: Berthold Seemann: The botany of the voyage of H.M.S. Herald: under the command of Captain Henry Kellett, R.N., C.B., during the years 1845-51. Lovell Reeve and Co. pp. 285–293

- 1856. Cacteae. Ed. Lowell Reeve. 9 pp.

### Libros
- 1840. Kew and its gardens. Ed. B. Steill. 70 pp. Reeditó Chadwyck-Healey Ltd. en 2001

## Honores

### Epónimos
Género
- (Gesneriaceae) Scheeria Seem.[2]

Especies
- (Cactaceae) Coryphantha scheerii Lem.[3]
- (Cactaceae) Echinocactus scheerii Salm-Dyck[4]
- (Cactaceae) Echinopsis scheerii Salm-Dyck[5]
- (Cactaceae) Mammillaria scheerii Muehlenpf.[6]
- (Cactaceae) Opuntia scheerii F.A.C.Weber in Bois[7]
- (Crassulaceae) Cotyledon scheerii Baker[8]
- (Crassulaceae) Echeveria scheerii Lindl.[9]
- (Gesneriaceae) Achimenes scheerii Hemsl.[10]

- La abreviatura «Scheer» se emplea para indicar a Frederick Scheer como autoridad en la descripción y clasificación científica de los vegetales.[11]